# Seidou Tall
Pour les articles homonymes, voir Tall.
Seidou Tall  (né le 31 décembre 1978) est un coureur cycliste burkinabé.

## Palmarès
- 2004
  - Tour du Mali
- 2006
  - 4e étape de la Boucle du coton
  - 6e étape du Tour du Cameroun
- 2008
  - 2e et 3e étapes de la Boucle du coton
- 2009
  - 2e étape du Tour du Togo
  - Boucle du coton
  - 3e du championnat du Burkina Faso sur route
- 2010
  - 6ea étape du Tour du Togo
  - 1rea étape de la Boucle du coton

## Classements mondiaux
| Année           | 2006 | 2007 | 2008 | 2009 | 2010 | 2011 |
| --------------- | ---- | ---- | ---- | ---- | ---- | ---- |
| UCI Africa Tour | 36e  |      | 68e  | 54e  |      | 106e |